# Prefijos del español
Los prefijos del español en sentido amplio se dividen en:
- Prefijos auténticos, morfemas átonos que se usan en el proceso de formación de palabras llamado derivación.
- Preferidas, morfemas y raíces cultas, frecuentemente tomadas del latín o el griego usadas para formar neologismos. A veces no son átonos y la unión de estas raíces a otras son procesos de composición o parasíntesis.

## Tipología
Semánticamente o por significado, pueden clasificarse en estos cinco tipos:
1. De negación: a- / an-; anti-; contra-; des- / dis- / de-; ex-; extra-; in- / im- / i-.
2. Locativos: ante-; circum- / circun-; entre- / inter-; infra-; pos- / post; sub- / so-; super- / sobre-; trans- / tras-; ultra-; vice-.
3. Temporales: ante-; pos- / post-; pre-.
4. De intensificación: archi-; extra-; hiper-; re-; super-; ultra-.
5. De cantidad y tamaño: bi- / bis-; mini-; mono- / mon-; multi-; pluri-; semi-; uni-.[1]

## Lista de prefijoides

### Prefijos y prefijoides del español que provienen del latín
La mayor parte de los prefijos productivos del español moderno son una herencia patrimonial del latín. Junto con los prefijos heredados patrimonialmente existen algunos cultismos y/o pseudoprefijos que en realidad no son morfemas átonos, sino que forman nuevas palabras mediante parasíntesis o composición (este último caso se caracteriza por la presencia de un acento de intensidad secundario que no aparece en los verdaderos prefijos). Una lista no exhaustiva de prefijos y pseudoprefijos latinos es la siguiente:
- A-, ad- (‘proximidad’): adyacente, contiguo.
- Ab-, abs- (‘separar, evitar): abstemio, que no bebe alcohol.
- Ante- (‘delante’): antesala, pieza delante de la sala; anteponer, poner delante.
- Bi-, bis- (‘dos o doble’): bifurcación, dividir en dos; bilabial; bisabuela; bipolar.
- Circun- (‘alrededor’): circunvalar, rodear.
- Co-, col-, con-, com- (‘unión o colaboración’): colegir, juntar.
- Crio- (‘congelar’): crioarma, arma que congela.
- Cuadri-, cuatri-, cuatro- (‘cuatro’): cuádriceps, músculo con cuatro inserciones en la parte inferior del muslo.
- Deci- (‘diez’): decigramo, décima parte del gramo.
- Des- (confluencia de los prefijos latinos de-, ex-, dis- y, a veces, e-); denota negación o inversión del significado: desmarcar, desacuerdo, descontento.
- Di-, dis- (‘que se opone’): discordia, disparidad.
- Es- (‘entresacar’): escoger, escardar.
- Ex-, e- (‘que fue y ya no es’): exmiembro, que ha dejado de ser miembro; enorme, que supera el tamaño normal.
- Extra- (‘que rebasa’): extramuros, fuera del recinto de la ciudad.
- In-, im-, i- (‘no’): infrecuente, no frecuente; improbable, no probable; irresuelto o irresoluto, no resuelto.
- In-, im-, en- (‘dentro, encima’): introducir, imponer, envolver.
- Infra- (‘por debajo de’): infrarrojo, infrasonido, infrahumano, inframundo.
- Inter- (‘en medio o entre’): interceder, pedir algo por otro.
- Intra- (‘dentro’): intramuros, en el recinto interior de una ciudad.intramuscular
- Multi- (‘numeroso’): multicolor, de muchos colores.
- Omni- (‘que abarca todo’): omnisciencia, conocimiento de todo.
- Pen- (‘casi’): penúltimo, inmediatamente anterior a lo último o postrero.
- Plus- (‘más’): pluscuamperfecto, tiempo verbal que denota una acción completamente acabada en el pasado.
- Post- (se simplifica a pos- dependiendo de la primera letra o sonido del lexema;[2] ‘después’): posdata, aquello que se añade a una carta ya concluida (después de la data o fecha).
- Pre- (‘que antecede’): predicción, prejuicio.
- Pro- (‘en lugar de’): prosecretario, persona que suple al secretario; ‘frente a, adelante’: progreso, ‘aumento, adelanto’; ‘a o en favor de’: proaborto, provida.
- Re- (‘repetición, retroceso’): renombrar, refluir.
- Re- (‘intensificación, oposición’): recargar, rechazar.
- Re- (‘inversión’): reprobar.
- Retro- (‘hacia atrás’): retroactivo, que obra sobre lo pasado.
- Semi- ('medio' o 'casi'): semitransparente, que es casi transparente.
- Sub- (‘bajo’): submarino, que está o se efectúa bajo el mar.
- Super-,[3] supra- (‘por encima de’): superdotado, que tiene coeficiente intelectual superior.
- Trans-, tras- (‘más allá’): transformar, cambiar de forma.
- Tri- (‘tres’): tríceps, músculo que tiene tres cabezas.
- Un-, uni- (‘uno’): unicelular, de una sola célula.
- Ulter-, ultra- (‘que rebasa’): ultramundo, otro mundo.
- Viz-, vice- (‘en lugar de’): vicepresidente, persona que suple al presidente.
- Yuxta- (‘junto a’): yuxtalineal, traducción que acompaña a su original.

### Prefijoides del español de origen griego
Los llamados prefijos de origen griego, en realidad son una colección de pseudoprefijos (ya que frecuentemente no son átonos), o elementos compositivos. Estos morfemas se combinan con otras raíces griegas mediante un proceso de composición o parasíntesis (y no un proceso genuino de prefijación). Una lista no exhaustiva de prefijos y su pseudoprefijos griegos es la siguiente:
- A-, an- (‘carente de o sin’): amorfo, sin forma regular.
- Ana- (contra, sobre o separación’): analgesia, falta de dolor.
- Anti- (‘contra’): anticuerpo, sustancia que se opone a la acción de bacterias, virus o sustancia extraña en el organismo.
- Anto- (‘procedentes del gr. ánthos, flor’): antófago, que se alimenta principalmente de flores.
- Apo- (‘fuera de, alejado’): apocalipsis.
- Archi- (‘el más, el mejor, el primero’): archisabido, muy sabido.
- Auto- (‘uno mismo’): automación, funcionamiento de una máquina que efectúa una serie de operaciones sin la intervención del hombre.
- Bio- (‘vida’): biología.
- Cata- (‘hacia abajo o por entero’): catarata: caída grande de agua.
- Di(‘a)- (‘a través de’): diagonal, línea recta que va de un vértice a otro.
- Dis- (‘con dificultad’): disconforme, no conforme.
- Ecto- (‘fuera de’): ectoplasma, exterior del citoplasma.
- En- (‘dentro’): enuresis, micción dentro de la ropa.
- Endo- (‘internamente’): endocardio, membrana que cubre el interior del corazón.
- Epi- (‘sobre’): epiglotis, cartílago que tapa la glotis.
- Etno- (‘nación o etnia’): etnografía, estudio de los grupos humanos o etnias.
- Eu- (‘bien o bueno’): eufonía, sonoridad agradable de la palabra.
- Exo- (‘fuera’): exobiología, ciencia que busca y estudia formas de vida fuera del planeta.
- Geo- (‘tierra’): geografía, estudio gráfico de la Tierra
- Hemi- (‘medio’): hemistiquio, mitad de un verso.
- Hiper- (‘exceso o sobre’): hipermercado, mercado muy grande; hipérbole, exageración de la verdad.
- Hipo- (‘debajo’): hipocentro, punto subterráneo donde se origina un sismo.
- Iso(‘s)- (‘igual’): isósceles, dícese de un triángulo con dos lados iguales.
- Iso- (‘igual’): isosilabismo, dícese de una palabra con dos sílabas iguales en la misma palabra.
- Mega- (‘muy grande’): megatienda.
- Met(‘a)- (‘más allá de’): metafísica, filosofía, teoría general y abstracta más allá de la física.
- Mono- (‘uno’): monoteísmo, doctrina teológica de los que reconocen un solo dios.
- Neo- (‘novedoso’): Neovirtual
- Onoma(to)- (‘nombre’): Onomatopeya: palabra o frase de la imitación lingüística o representación de un sonido natural o de otro fenómeno acústico no discursivo.
- Pali(‘n)- (‘de nuevo’): palíndromo, palabra o frase que se lee igual de izquierda a derecha y viceversa.
- Pan- (‘todo’): pangea, toda la tierra.
- Para- (‘junto a o contra’): paranormal, fuera de lo normal.
- Peri- (‘alrededor’): pericardio, tejido que envuelve al corazón.
- Pro- (‘adelante’): progreso, aumento, adelanto.
- Sin- (toma la forma si- ante m y sim- ante b y p, y significa ‘con’): simbiosis, convivencia.
- Tele- (‘lejos’): telecomunicación.

### Prefijoides derivados del eslavo y el sánscrito
El químico ruso Dmitri Mendeléyev (1834-1907) apreció que la tabla periódica contenía algunos huecos y predijo que esos espacios vacíos corresponderían a elementos químicos todavía por descubrir (ver elementos predichos por Mendeléyev). Para nombrarlos usó tres palabras eslavas (que son idénticas a sus traducciones en sánscrito) a modo de prefijoides:
- eka- (‘uno’ o ‘1’) para indicar el primer elemento debajo de uno conocido. Ejemplos:
  - «ekactinio» (o «dvilantano»), actualmente llamado untriennio
  - «ekaluminio» (Ea), actualmente llamado galio
  - «ekaboro» (Eb), llamado escandio desde su descubrimiento en 1879
  - «ekaiodo», actualmente llamado ástato
  - «ekamanganeso» (Em), llamado tecnecio desde su descubrimiento en 1939
  - «ekaplomo», actualmente llamado flerovio
  - «ekarradón», actualmente llamado ununoctio
  - «ekasilicio» (Es) llamado germanio desde su descubrimiento en 1886
  - «ekatantalio», llamado protactinio (¿o dubnio?) desde su descubrimiento en 1917

- dvi- (‘dos’ o ‘2’) para indicar el segundo elemento debajo de uno conocido. Ejemplo:
  - «dvicesio», llamado francio desde su descubrimiento en 1939
  - «dvilantano» (o «ekaactinio»), actualmente llamado untriennio
  - «dvitelurio» (llamado polonio desde su descubrimiento en 1898)

- tri- (‘tres’ o ‘3’) para indicar el tercer elemento debajo de uno conocido.
  - «trimanganeso» (llamado renio desde su descubrimiento en 1925).

## Escritura de los prefijoides
Han existido diversas convenciones sobre los prefijoides del español; el hecho de que algunos de ellos puedan llevar acento tónico secundario exalcohólico /éksalkoóliko/ (hecho imposible en los prefijos genuinos) ha hecho que haya sido tradicionalmente común escribir algunos prefijoides unidos al nombre mediante guion. La última reforma ortográfica descalifica esta práctica y recomienda escribir las expresiones sin guion y sin espacio como norma general; así, se recomienda escribir los prefijoides totalmente soldados al vocablo al que modifican, si éste es univerbal, es decir, constituido por una sola palabra:
- antiadherente
- antimafia
- antirrobo
- antitabaco
- cuasiautomático
- cuasidelito
- exalcohólico
- exjefe
- exjugador
- exmarido
- exministro
- exnovio
- expresidente
- posmoderno
- posventa
- precontrato
- prepago
- proamnistía
- probritánico
- provida
- superaburrido
- superbién
- supercansado
- supermodelo
- vicealcalde
- viceministra
- vicesecretario

De esta premisa se derivan muy pocas excepciones:
1. Cuando se incorporen a palabras que comienzan normativamente por mayúscula o que estén escritas enteramente en mayúsculas, como ocurre con las siglas (por ejemplo, «anti-OTAN») o cuando se empleen en relación con una expresión numérica escrita en cifras (por ejemplo, «sub-21»). Esto se explica por la anomalía que supone para el sistema ortográfico la existencia de palabras con mayúsculas o cifras intermedias, por lo que para representar la unión sin crear tal incoherencia se hace uso del guion. No es correcto en estos casos emplear un blanco de separación entre el prefijo y la expresión a la que se refiere:
- anti-ALCA
- anti-OTAN
- anti-Nixon (pero «anti Richard Nixon»).
- mini-USB
- pos-Chávez (pero «pos Hugo Chávez»).
- pro-OLP
- sub-21
- super-8.

2. Cuando un mismo prefijo se refiera a una expresión compleja, formada por más de un elemento imprescindible para su adecuado entendimiento, se escribirá excepcionalmente separado: «vice primer ministro». En estos casos no debe hacerse uso del guion.
- anti ácido láctico
- anti pena de muerte
- ex cabeza rapada
- ex número uno
- ex primera ministra
- ex primera dama
- ex primer caballero
- ex relaciones públicas
- ex teniente de alcalde
- pre Segunda Guerra Mundial
- pro derechos humanos
- super en forma
- vice primera ministra

3. Cuando deba emplearse un mismo vocablo varias veces seguidas, pero con prefijos diferentes, el lexema solo se escribe una vez para evitar recargar el texto, y el primer prefijo se escribe con guion para denotar que es un elemento inseparable («pre- y posoperatorio»).
Como puede comprobarse, en la gran mayoría de casos el uso del guion o el espacio no tiene utilidad justificable y es incoherente con el sistema ortográfico español, por lo que, fuera de las excepciones, su empleo se considerará falta de ortografía.
Si una palabra está conformada por varios prefijos, estos también deben aparecer unidos:
- exvicepresidente
- antirreleccionista
- cuasiposmoderno

La misma solución debe adoptarse cuando un mismo prefijo se utiliza de forma recursiva (antiantisemita) o se duplica para añadir expresividad (supersuperguapo).
Casos semi- y anti-
Cuando estos prefijos se unan a palabras que comienzan con la vocal i  es posible mantener la vocal duplicada ii o simplificarla a una sola i.
La Real Academia Española menciona que «en general, se recomienda emplear con preferencia las grafías simplificadas, siempre que la reducción vocálica se halle generalizada en la lengua oral y no existan problemas de identificación del término o de confluencia con otro ya existente de diferente significado»; sin embargo, términos con vocal simplificada son poco usados en la lengua oral, de modo que en el Diccionario de la lengua española figuren: antiimperialismo y no antimperialismo; semiinconsciente y no seminconsciente.
La doble vocal debe mantenerse necesariamente en aquellos casos en donde la simplificación vocálica representaría un cambio de significado de lo que se pretende decir: semiilegal ante semilegal; semiiletrado ante semiletrado; semiirregular ante semirregular.